# Pablo Hernández de Cos
Pablo Hernández de Cos (Madrid, 20 de enero de 1971) es un economista y profesor español que ha ocupado el cargo de gobernador del Banco de España entre 2018 y 2024. Ha presidido entre 2019 y 2024 el Comité de Supervisión bancaria de Basilea.Es profesor del IESE Business School.

## Biografía
Se licenció en Ciencias Económicas y Empresariales en el Colegio Universitario de Estudios Financieros (CUNEF) en 1993, en Derecho por la Universidad Nacional de Educación a Distancia al año siguiente y obtuvo su doctorado en Ciencias Económicas por la Universidad Complutense en 2004, cuya tesis fue dirigida por José Manuel González-Páramo. En 2009 realizó un programa ejecutivo en el IESE Business School de la Universidad de Navarra. Ha sido profesor asociado del Departamento de Economía de la Universidad Carlos III de Madrid y del Instituto de Empresa (IE).
Ingresó en 1997 en el Banco de España como economista titulado del Servicio de Estudios del Banco de España. Entre 2004 y 2007 fue asesor del consejo ejecutivo del Banco Central Europeo. Desde el 1 de octubre de 2015 ocupa el cargo de director general de la Dirección General de Economía y Estadística del organismo tras la renuncia de José Luis Malo de Molina que ocupaba el cargo desde 1992.
El 28 de mayo de 2018 fue propuesto por el Gobierno español para el cargo de gobernador del Banco de España, y el 30 de mayo fue nombrado en el cargo con efectos el 11 de junio; fecha en la que hizo promesa ante el rey Felipe VI en un acto celebrado en el Palacio de la Zarzuela. Su nombramiento fue una de las últimas decisiones del Gobierno de Mariano Rajoy antes de la moción de censura que resultó aprobada al día siguiente y significó el cambio de Gobierno. Esta maniobra fue criticada por un sector del propio Banco de España y por la oposición (PSOE y Unidas Podemos). Ciudadanos no reaccionó negativamente ante el nombramiento, aunque este se produjo sin seguir  su propuesta de procedimiento.

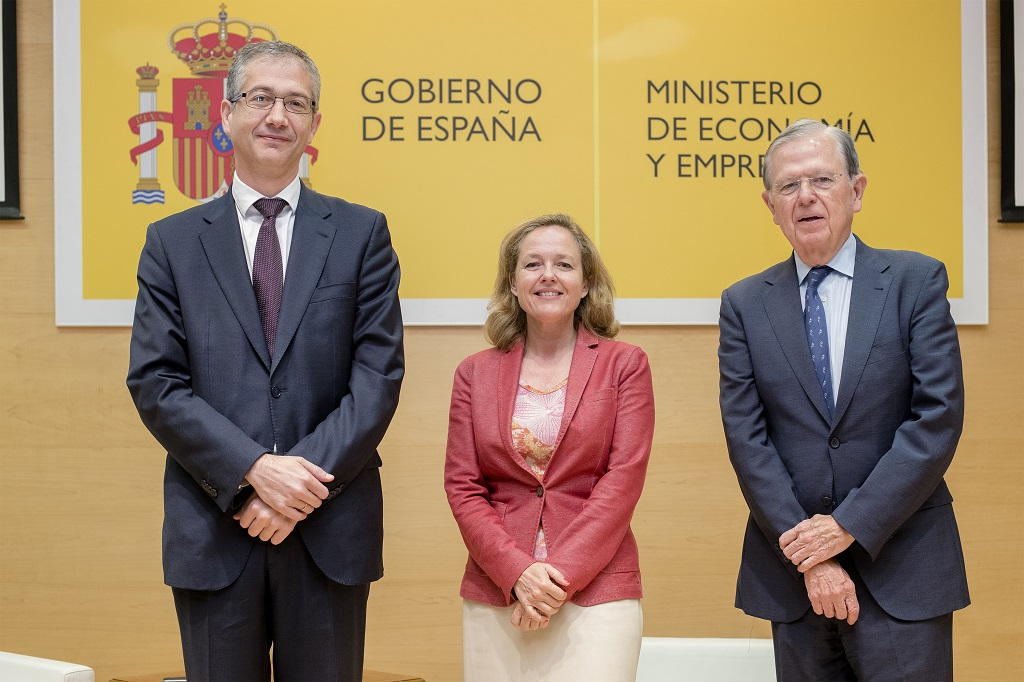
Hernández de Cos junto a la ministra Nadia Calviño y al escritor y economista José Luis Malo de Molina.

La prensa escrita destacó de su perfil el carácter técnico, sin pasado político. El Ministerio de Economía y Empresa, a raíz del anuncio de su nombramiento, enfatizó que «es un excelente candidato al puesto de gobernador debido a su gran capacitación técnica, en particular en asuntos bancarios y monetarios; su independencia política; y su experiencia y prestigio en el Banco de España y en el Banco Central Europeo». Unidas Podemos lo describió como «un halcón, pero con un perfil técnico impecable y, al menos, sabe de economía.»
Ha presidido entre 2019 y junio de 2024 el Comité de Basilea, en sustitución de Stefan Ingves que ocupó el cargo entre 2011 y 2019.
Cesó como gobernador el 11 de junio de 2024, al cumplirse el sexto y último año de su mandato. Fue sustituido por la subgobernadora Margarita Delgado Tejero, que se mantuvo en funciones ante la falta de nombramiento de un nuevo titular.
En 2024 se incorporó al claustro del IESE Business School como profesor de la práctica de la dirección.
De Cos será el próximo director general del Banco de Pagos Internacionales a partir del 1 de julio de 2025 y por cinco años en sustitución de Agustín Carstens.

## Pertenencia a organismos
Hernández de Cos es miembro del Consejo Superior de Estadística de España, del Patronato del Centro de Estudios Monetarios y Financieros (CEMFI) y del Patronato y la Comisión Ejecutiva de la Fundación de Estudios de Economía Aplicada (FEDEA).

## Honores
- Doctorado honoris causa por la Universidad Nebrija en 2025.[20]